# Atentatul din Berlin (2016)
În seara zilei de 19 decembrie 2016, la ora locală 20:07, un camion Scania negru a intrat în mulțimea adunată la Târgul de Crăciun din cartierul berlinez Charlottenburg. Cel puțin 12 persoane au murit și peste 40 au fost rănite. În camion se aflau două persoane; unul dintre pasageri a murit, în timp ce o persoană suspectată a fi șoferul a fost arestată de poliția germană, care pleacă de la premisa unui atac terorist. Este cel mai sângeros atentat din Germania de la atacul terorist de Oktoberfest din 26 septembrie 1980, când 13 oameni și-au pierdut viața.
Atenatul poate fi integrat în seria celor de tip fundamentalist islamic, cel mai recent fiind asasinarea lui Andrei Karlov din aceeași zi. 

## Atacul

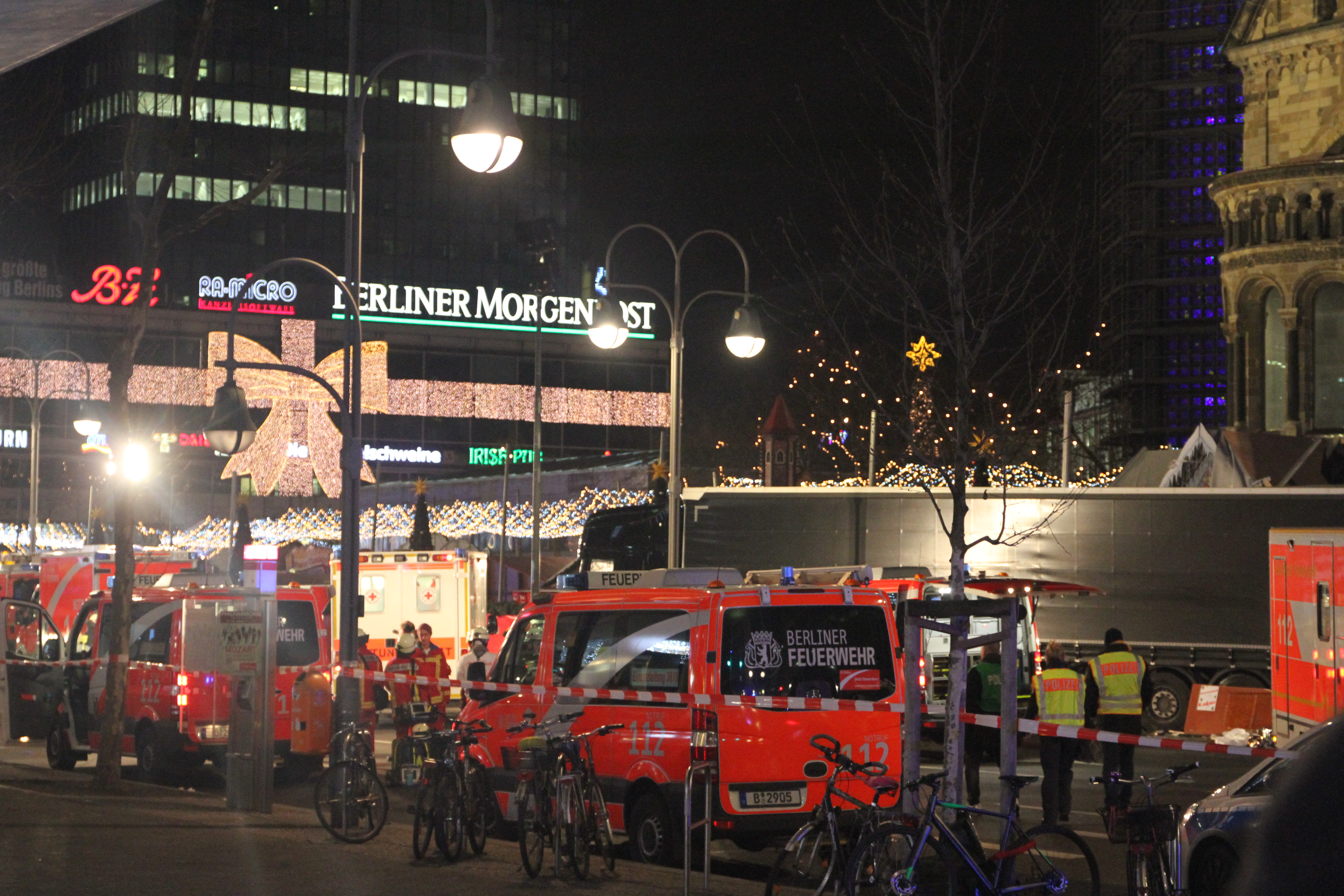
Camionul implicat în atac

Vehiculul implicat în atac este un camion articulat Scania R 450 de culoare neagră. Rulând cu aproape 65 km/h și cu farurile stinse, camionul a intrat 50–80 de metri pe trotuarul din Breitscheidplatz, distrugând mai multe căbănuțe și decorațiunile de Crăciun. Poliția a declarat că vehiculul venea din direcția Budapester Straße înainte de a se opri în fața Bisericii Memoriale Kaiser Wilhelm. Martorii atacului povestesc că șoferul camionului nici nu a încercat să frâneze și a intrat în plin în oameni. Serviciile de intervenție au primit primul apel telefonic la ora locală 20:07. Printre cei care au sunat la poliție imediat după ora 20:00 s-a numărat și un bărbat care l-a văzut pe atacator fugind și a pornit pe urmele lui, păstrând însă o distanță de siguranță. În timp ce îl urmărea, în întuneric, bărbatul a rămas în contact telefonic permanent cu autoritățile, oferind informații despre locul în care se află. După ce a parcurs aproximativ doi kilometri, șoferul camionului a fost oprit de o mașină de patrulare în apropiere de Coloana Victoriei (Siegessäule).

Ruta camionului în Breitscheidplatz

Vehiculul este înmatriculat în Polonia și aparține unei firme de transport de mărfuri cu sediul în Gryfino. Patronul companiei, Ariel Żurawski, a declarat unui post de radio polonez că șoferul camionului era un văr al său, iar acesta se îndrepta către Berlin. Bărbatul a insistat că vărul său nu ar fi avut cum să provoace tragedia, având „15 ani de experiență în șofat”. Żurawski a adăugat că a vorbit ultima dată cu șoferul camionului luni, în jurul prânzului, și că acesta transporta structuri din oțel cântărind peste 25 de tone. Firma a pierdut contactul cu șoferul polonez în jurul orei locale 15:00. Patronul suspectează că vărul lui a fost răpit, iar camionul deturnat. Poliția germană a confirmat că șoferul polonez a fost găsit împușcat mortal în cabina camionului. Șoferul polonez al camionului, Łukasz Urban, „s-ar fi luptat până la sfârșit” cu autorul atentatului și ar fi fost „încă în viață, în cabină, în momentul în care vehiculul a lovit oamenii”. Pe corpul bărbatului au fost descoperite răni de cuțit. Łukasz Urban „ar fi tras de volan” pentru a devia camionul. Când vehiculul s-a oprit, teroristul l-a împușcat pe polonez, înainte de a fugi. Paramedicii ajunși la locul atacului au încercat să îi salveze viața bărbatului, dar nu au reușit. Datele GPS sugerează că vehiculul a fost furat între 15 și 16 ora locală. La ora locală 15:19 și 15:44 au existat tentative eșuate de a porni camionul. Fie a fost vorba de atacatorul care a încercat să îl fure, fie de șoferul polonez care încerca să scape.

### Mod de operare
Atentatul din Berlin se aseamănă cu cel petrecut pe 14 iulie 2016 la Nisa, când tunisianul Mohamed Lahouaiej-Bouhlel a intrat în mulțimea care urmărea focurile de artificii cu ocazia Zilei Bastiliei. 86 de oameni au fost uciși atunci.

### Victime
12 oameni au fost uciși în atentat. Printre victime se numără și șoferul polonez în vârstă de 37 de ani, Łukasz Robert Urban. Bărbatul era căsătorit și avea un copil. Șase germani se numără printre persoanele care au murit în piață. Alte 49 de persoane au fost rănite. Potrivit ministrului de Interne, Thomas de Maizière, 18 dintre răniți sunt în stare gravă.
| Țară        | Morți | Răniți | Ref.   |
| ----------- | ----- | ------ | ------ |
| Germania    | 6     |        | [ 22 ] |
| Polonia     | 1     | 0      | [ 23 ] |
| Israel      | 0     | 1      | [ 24 ] |
| Italia      | 0     | 1      | [ 25 ] |
| Liban       | 0     | 1      | [ 26 ] |
| Spania      | 0     | 1      | [ 27 ] |
| Necunoscută | 5     | 45     |        |
| Total       | 12    | 49     |        |

## Atacatorul
Potrivit presei germane, bărbatul arestat și suspectat pentru atac este de origine pakistaneză. El ar fi ajuns în Germania pe data de 31 decembrie 2015, via Passau, oraș situat în sudul Bavariei, la granița cu Austria. Presupusul autor al atacului de la Berlin avea un permis temporar de reședință din data de 2 iunie 2016.  Cotidianul Tagesspiegel informa că suspectul, care a folosit două nume false, era cunoscut poliției pentru comiterea unor mici infracțiuni, însă nu existau informații că ar fi avut legături cu organizații teroriste. Die Welt a făcut publică identitatea atacatorului, fiind vorba de Naved B., un bărbat în vârstă de 23 de ani. Naved B. locuia în tabăra de refugiați de la Aeroportul Tempelhof din Berlin.
La o zi după atac, poliția berlineză arăta că pakistanezul reținut ca fiind șoferul care a intrat cu camionul în mulțime nu ar fi de fapt atacatorul, acesta aflându-se încă în libertate. Pakistanezul a negat orice fel de implicare în atentat. Naved B. a fost arestat „pentru că părea să se potrivească descrierii” șoferului camionului oferită de martori, a declarat șeful poliției din Berlin. Din lipsă de dovezi, Naved B. a fost eliberat din arestul poliției în seara zilei de 20 decembrie.
Pe 21 decembrie, poliția a demarat o urmărire la nivel național, după ce documentele personale ale unui cetățean tunisian au fost găsite în cabina camionului. Anchetatorii au găsit o suspendare de expulzare eliberată pe numele lui Anis Amri, în vârstă de 24 de ani. Bărbatul a folosit și numele de Ahmed A. Mai târziu în aceeași zi, poliția a anunțat că demarează o urmărire la nivel european, care să acopere întreg spațiul Schengen. Potrivit anchetatorilor, suspectul a intrat în Germania din Italia în 2015 și făcea parte dintr-o rețea de salafiști, așa-numita grupare „Adevărata Religie” (germană: Die wahre Religion), care a crescut în jurul lui Abu Walaa, cunoscut recrutor ISIS în Germania. Suspectul și-a părăsit țara în 2008, ca imigrant ilegal, și a făcut patru ani de închisoare în Italia pentru că a incendiat o școală, au declarat tatăl său și surse din domeniul securității pentru postul tunisian Radio Mosaique. Cererea de azil a acestuia a fost respinsă de Germania în iunie 2016. Cu toate acestea, Germania nu a reușit să-l retrimită înapoi în țara sa natală, Tunisia contestând de-a lungul mai multor luni că acesta ar fi un cetățean al său. Parchetul antiterorist german a dat miercuri publicității un aviz pentru darea în urmărire, însoțit de o recompensă în valoare de 100.000 de euro pentru prinderea acestuia. Potrivit Radio Mosaique, suspectul a fost acuzat, de asemenea, de furt cu violență în Tunisia. Autoritățile l-au interogat pe tatăl acestuia despre posibile legături cu Statul Islamic.

## Responsabilitate
Oficiali din cadrul Forței de Mobilizare Populare din Irak afirmă că rețeaua Stat Islamic ar fi responsabilă pentru atacul de la Berlin, potrivit unor mesaje neverificate de pe aplicația de mesagerie a rețelei teroriste. ISIS nu a revendicat imediat și în mod oficial atacul de la Berlin, așa cum a fost cazul atentatelor similare de la Nisa, din luna iulie, sau Ohio, din luna noiembrie.
Marți seara, rețeaua teroristă Stat Islamic a revendicat atacul terorist. „Atentatul de la Berlin a fost comis de un soldat al Califatului care a răspuns apelurilor de atacare a națiunilor ce participă la coaliția internațională din Siria”, a transmis rețeaua teroristă Stat Islamic într-un comunicat postat pe site-ul propriei agenții de știri, Amaq.

## Reacții

### Naționale
Poliția berlineză le-a cerut locuitorilor capitalei, prin intermediul rețelelor sociale, să rămână în case și să evite răspândirea de zvonuri. În timpul nopții, 250 de polițiști germani au descins la cel mai mare adăpost pentru refugiați din Berlin, de la fostul Aeroport Tempelhof. Patru bărbați au fost interogați, fără a fi efectuate arestări.
Politicienii de extremă dreaptă au fost acuzați că exploatează atacul sugerând că decizia Angelei Merkel de a deschide granițele la peste un milion de solicitanți de azil a permis extremiștilor accesul liber în țară. În aceeași ordine de idei, aliații bavarezi ai cancelarului german Angela Merkel au cerut schimbarea politicii de securitate și imigrație a Germaniei după atac.
În prima declarație publică după atac, Angela Merkel a spus că autoritățile pleacă de la presupunerea că se confruntă cu un atentat terorist. „Avem încredere totală” în anchetatori, a subliniat șefa executivului german. Ea s-a declarat tristă după această „zi oribilă” și scandalizată și a spus că ceea ce s-a întâmplat e „incalificabil”, mai ales din partea unei persoane care beneficia de ospitalitatea germană. A transmis condoleanțe familiilor victimelor și le-a cerut concetățenilor să continue să-și trăiască viața. Angela Merkel a vorbit la telefon cu președintele american, Barack Obama, iar șeful Casei Albe i-a dat asigurări că SUA vor sprijini Germania în desfășurarea anchetei.

### Internaționale
- Ministrul de Interne Bruno Le Roux a dispus întărirea securității la toate târgurile de Crăciun.[51]
- Ministrul de Interne Marco Minniti a convocat o ședință de urgență și a cerut ca măsurile de securitate să fie intensificate în zonele aglomerate, zonele turistice și evenimente publice organizate cu ocazia sărbătorilor.[52]
- Premierul Dacian Cioloș a transmis o scrisoare cancelarului federal Angela Merkel, în care exprimă solidaritatea față de poporul german și sincere condoleanțe familiilor victimelor atentatului.[53]
- Premierul slovac Robert Fico a catalogat atacul „atroce și respingător”. „Cred că începe să se piardă răbdarea, iar opinia publică din Europa se așteaptă pe bună dreptate la măsuri (anti-imigrație) mai dure”, a afirmat Robert Fico într-o conferință de presă televizată.[54]
- Partidele politice au făcut apel la un efort concentrat pentru a lupta împotriva terorismului ca urmare a atacului de luni la un târg de Crăciun din Berlin și după asasinarea ambasadorului Rusiei la Ankara. Într-un comunicat, partidul de guvernământ Fidesz a afirmat că statele membre ale Uniunii Europene trebuie „să facă tot ce se poate pentru a asigura securitatea cetățenilor lor”. „Atacurile au zguduit nu numai Germania și Rusia, ci și întreaga Europă, și au subliniat necesitatea unei acțiuni ferme împotriva extremismului și a terorismului”, se spune în comunicat.[52] La rândul lor, socialiștii, aflați în opoziție, sunt de părere că terorismul ar trebui combătut mai degrabă prin întărirea serviciilor de aplicare a legii și de informații decât prin „sloganuri pompoase și interdicție”.[52]